# Edward Żabiński
Edward Żabiński (ur. 25 września 1910 w Szopienicach, zm. ok. 29 października 1944) – polski działacz robotniczy.
Pracował jako robotnik, w 1927 został członkiem Komunistycznego Związku Młodzieży Polski, a po roku Komunistycznej Partii Polski. Za swoją działalność był wielokrotnie aresztowany i pozbawiany pracy. W 1940 był założycielem organizacji Przyjaciele Związku Radzieckiego, która w 1943 weszła w struktury Polskiej Partii Robotniczej. Rok później powierzono mu funkcję sekretarza Komitetu Okręgowego PPR na Górnym Śląsku, dzięki czemu rozszerzyła się działalność partii. 29 października 1944 został aresztowany przez gestapo i zamordowany. 